# DEAD SET
「DEAD SET」（デッド セット）は、音楽ユニット・angelaの8作目となるシングル。 2005年8月3日にスターチャイルドから発売。

## 概要
テレビ東京系列放送のテレビアニメ『蒼穹のファフナー RIGHT OF LEFT』のイメージソングシングル。
3か月連続リリースの第2弾。第1弾は、『a列車で行こう! 全曲ライブ!!』である。

## 収録曲
1. Dead Set
2. 花のように
3. Dead Set (Off Vocal Ver)
4. 花のように (Off Vocal Ver)

## 収録アルバム
- 「DEAD SET」
  - オリジナルアルバム『PRHYTHM』（2006年3月15日）
  - ベスト・アルバム『TREASURE BOX』（2007年12月12日）